# No Leaf Clover
No Leaf Clover è un singolo del gruppo musicale statunitense Metallica e della San Francisco Symphony Orchestra, pubblicato il 20 marzo 2000 come secondo estratto dall'album dal vivo S&M.

## Descrizione
Insieme a - Human, si tratta di uno dei due brani inediti dell'album. Inizia con una sezione orchestrale, poi seguita da un riff di chitarra di James Hetfield. Il resto della canzone alterna strofe, ritornelli e chitarre distorte. Il brano consiste di molti riff creati da Hetfield anni prima, ma mai usati per altre canzoni prima che il gruppo incontrasse Michael Kamen.
Il titolo del brano è un gioco di parole attorno alla parola "Four Leaf Clover" (quadrifoglio), che si pensa porti fortuna. Il testo, scritto da Hetfield, parla metaforicamente di una credenza secondo cui si raggiungono i propri obiettivi solo dopo che si sono superati altri problemi ("Then it comes to be that the soothing light at the end of your tunnel, was just a freight train coming your way").

## Video musicale
Il videoclip, diretto da Wayne Isham, venne pubblicato l'8 novembre 1999 e mostra i Metallica e la San Francisco Symphony Orchestra eseguire il brano dal vivo. Questa versione non è quella contenuta all'interno del DVD bensì la versione denominata "Slice & Dice Video Version", presente nei contenuti speciali del DVD.

## Tracce
CD singolo – parte 1
1. No Leaf Clover – 5:47 (James Hetfield, Lars Ulrich)
2. No Leaf Clover (Video - "Slice & Dice" version) – 5:37 (James Hetfield, Lars Ulrich)
3. S&M Documentary (Part I) – 11:24

CD singolo – parte 2
1. No Leaf Clover – 5:47 (James Hetfield, Lars Ulrich)
2. Photo Gallery/Album Lyrics
3. S&M Documentary (Part II) – 17:13

CD singolo – parte 3
1. No Leaf Clover – 5:47 (James Hetfield, Lars Ulrich)
2. Metallica Screensaver
3. S&M Documentary (Part III) – 16:43

CD singolo – cardsleeve
1. No Leaf Clover – 5:47 (James Hetfield, Lars Ulrich)
2. No Leaf Clover (Video - "Slice & Dice" version) – 5:37

CD singolo (Australia)
1. No Leaf Clover – 5:42 (James Hetfield, Lars Ulrich)
2. One – 7:46 (James Hetfield, Lars Ulrich)
3. Enter Sandman – 7:12 (James Hetfield, Lars Ulrich, Kirk Hammett)
4. No Leaf Clover (Video - "Slice & Dice" version) – 5:46 (James Hetfield, Lars Ulrich)
5. S&M Documentary – 35:49

## Formazione
Gruppo
- James Hetfield – chitarra, voce
- Lars Ulrich – batteria
- Kirk Hammett – chitarra
- Jason Newsted – basso

Altri musicisti
- Michael Kamen – orchestrazione, direzione

## Classifiche
| Classifica (2000)             | Posizione massima |
| ----------------------------- | ----------------- |
| Australia                     | 41                |
| Germania                      | 40                |
| Norvegia                      | 9                 |
| Paesi Bassi                   | 41                |
| Spagna                        | 14                |
| Stati Uniti                   | 74                |
| Stati Uniti (alternative)     | 18                |
| Stati Uniti (mainstream rock) | 1                 |
| Stati Uniti (radio)           | 64                |
| Svezia                        | 50                |
| Svizzera                      | 99                |